# بالمورال (نيو برونزويك)
بالمورال (بالإنجليزية: Balmoral, New Brunswick)‏ هي قرية تقع في كندا في Balmoral Parish. يقدر عدد سكانها بـ 1,719 نسمة .